# Gilberto Mancini
Gilberto Mancini (Castelraimondo, 31 gennaio 1954) è un ex calciatore italiano, di ruolo difensore.

## Carriera
In carriera ha disputato 18 incontri in Serie A, tutti con la maglia dell'Ascoli. Ha inoltre totalizzato 127 presenze in Serie B nelle file di Ascoli, Verona, Lecce e Campobasso, vincendo il campionato cadetto 1977-1978 con i bianconeri.

## Palmarès

### Competizioni nazionali
- Campionato italiano di Serie B: 1

Ascoli: 1977-1978
- Torneo di Capodanno: 1

Ascoli: 1981

### Competizioni internazionali
- The Red Leaf Cup: 1

Ascoli: 1980